# Forum Mobilkommunikation
Das Forum Mobilkommunikation (FMK) ist die freiwillige Interessenvertretung der österreichischen Mobilfunkbranche im Netzwerk des Fachverbandes der Elektro- und Elektronikindustrie (FEEI).
Der FEEI vertritt als Fachorganisation der Wirtschaftskammer Österreich die Interessen der österreichischen Elektro- und Elektronikindustrie.

## Gründungsgeschichte
Das Forum entstand aus dem Arbeitskreis „Öffentliche Mobilfunkdienste“ des FEEI. Im Herbst 1996 wurde das FMK mit den Gründungsmitgliedern max.mobil, mobilkom austria, Alcatel, Ericsson, Nokia, Siemens und Motorola formal gegründet. Seit Jänner 1997 fungiert das FMK als eine österreichische Informationsplattform. Seit 2021 ist Alexander Stock FMK-Präsident. Geschäftsführerin ist seit April 2012 Margit Kropik.

## Tätigkeiten
Auf Initiative des Bundesministeriums für Verkehr, Innovation und Technologie und in Kooperation mit der Rundfunk und Telekom Regulierungs-GmbH hat das FMK 2003 den Senderkataster ins Leben gerufen. Der Senderkataster verzeichnet derzeit in Betrieb befindliche Mobilfunkstationen sowie Rundfunksender.
Durch verschiedene Initiativen kommuniziert der Verein Jugendlichen, Lehrern und Eltern den verantwortungsbewussten Umgang mit Mobilfunk. Basis dafür ist der Handy-Kinder-Kodex, eine Selbstverpflichtung der Mobilfunkbetreiber zum Schutz von Kindern vor entwicklungsgefährdenden Inhalten auf Mobiltelefonen. Das FMK stellt Pädagogen auf der Homepage lehrer.at/handy kostenfreie Unterrichtsmaterialien wie z. B. einen Tablet-Kurs zur Verfügung für eine kritische Auseinandersetzung mit den verschiedenen Aspekten des Mobilfunks sowie eine bewusste Hinterfragung des eigenen Nutzungsverhaltens.
Neben Themen rund um die Technik des Mobilfunks wie zum Beispiel 5G (5G-Info-Portal 5ginfo.at) und den Netzausbau werden auch gesundheitliche Themen wie der Einfluss von elektromagnetischen Feldern vom FMK thematisiert. Ein Aufgabenbereich des Forums Mobilkommunikation ist daher die Beobachtung des Forschungsumfeldes rund um die Mobiltelefonie sowie die Kommunikation der relevanten und wissenschaftlich belegten Ergebnisse. Das FMK verfügt auch über eine der größten Sammlungen an SAR-Werten von mobilen Endgeräten. Über die Homepage des FMK kann der SAR-Wert des eigenen Mobiltelefons abgefragt werden.
Bei den Mobilfunk-Messreihen werden Messungen der Feldstärken von Mobilfunkanwendungen an öffentlichen Plätzen durchgeführt. Die Ergebnisse der bisher 4 österreichweiten Messreihen werden von den Durchführenden wie dem TÜV Austria und der Technischen Hochschule Deggendorf schriftlich dokumentiert und auf der Homepage des FMK sowie des Senderkatasters veröffentlicht. Das FMK Gemeinde-Service bietet Gemeinden Informationen rund um die Technik des Mobilfunks, den Netzausbau und seine technischen und rechtlichen Anforderungen sowie zum Themenbereich "Mobilfunk und Gesundheit".

## Mitglieder
Mit Stand vom Dezember 2020 hat die das FMK folgende Mitglieder:
- A1 Telekom Austria
- FEEI
- Huawei
- Hutchison Drei Austria
- Magenta Telekom
- ms-CNS
- Nokia Solutions and Networks
- Samsung Group
- LIWEST
- SPL Tele
- ZTE

## Vorstand
- Alexander Stock (A1), Präsident
- Volker Libovsky (Magenta Telekom), Vizepräsident
- Matthias Baldermann (Drei), Vizepräsident